# Politecnico di Torino
Il Politecnico di Torino (PoliTo) è un'università statale italiana specializzata per gli studi di ingegneria, architettura, pianificazione urbana e design, con sede nella città di Torino.

## Storia

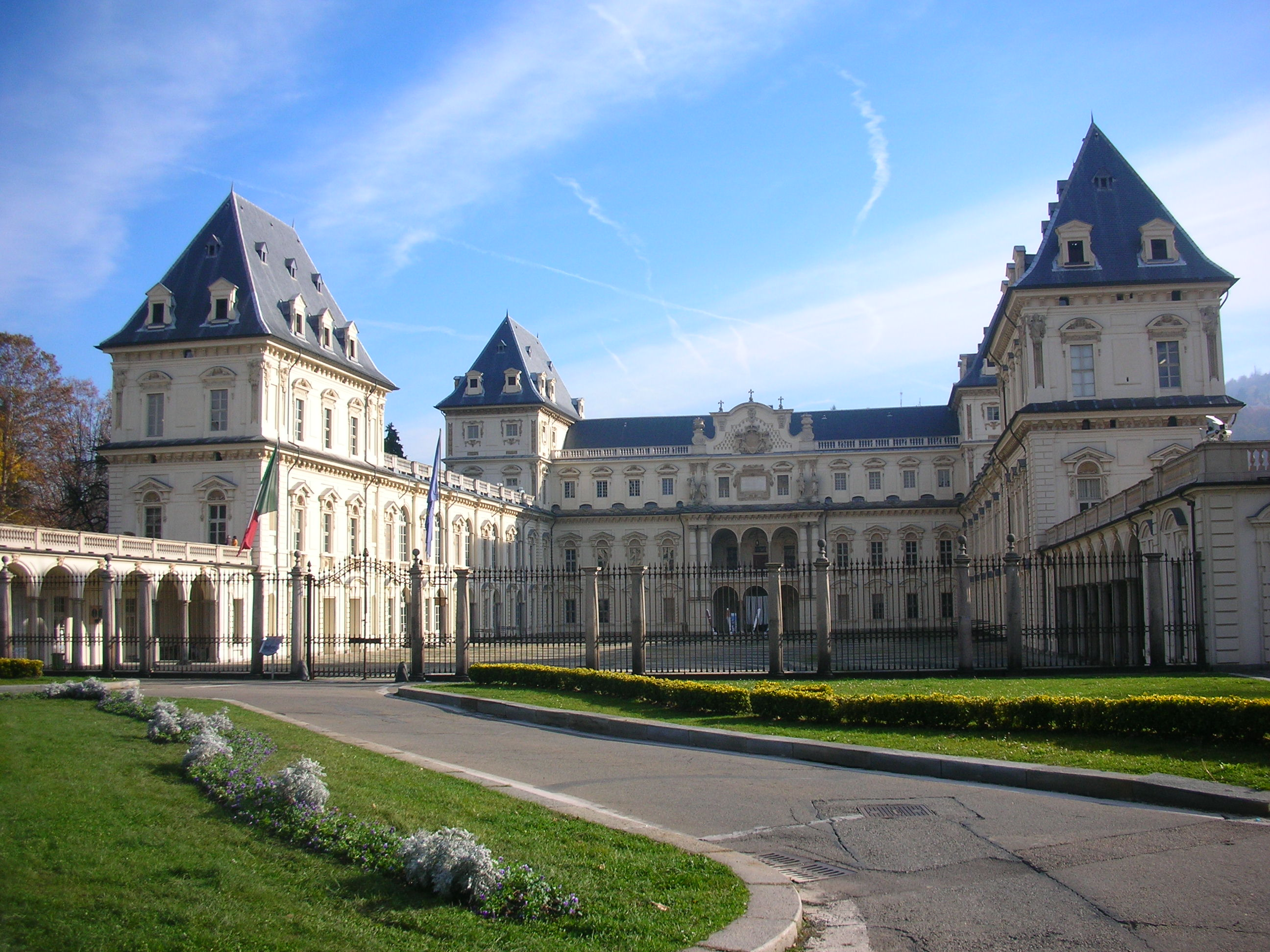
Il Castello del Valentino, sede storica del Politecnico di Torino

Il regio politecnico di Torino nacque nel 1906 a seguito della fusione della regia scuola d'applicazione per gl'Ingegneri (istituita nel 1859 a seguito della legge Casati) e del museo industriale di Torino.
La prima sede del Politecnico fu il castello del Valentino, del quale l'ateneo detiene tuttora la proprietà. All'inizio del XX secolo, il Regio Politecnico si occupò di diverse aree disciplinari entrando in relazione sia con il mondo scientifico europeo che con l'industria dell'area torinese e italiana. Nacquero l'istituto di aeronautica e vari nuovi laboratori, dalla chimica all'architettura. Successivamente, la facoltà di Ingegneria fu trasferita in un edificio, oggi scomparso, che occupava l'intero isolato tra via Giolitti, via San Francesco da Paola, via Cavour e via Accademia Albertina (l'attuale piazzale Valdo Fusi). Durante la seconda guerra mondiale il plesso fu gravemente danneggiato, e in gran parte raso al suolo, da un pesante bombardamento a opera della Royal Air Force, nella notte tra l'8 e il 9 dicembre del 1942.
Invece di ricostruire la facoltà di Ingegneria lì dov'era, si decise per il suo trasferimento e ampliamento presso il quartiere Crocetta, e nel novembre del 1958 fu inaugurato il grande complesso di corso Duca degli Abruzzi, nella vasta area dove nel 1911 era stato realizzato lo Stadium.
Nel 1986 fu istituita la "scuola per esperti della produzione industriale", nel 2000 abilitata a rilasciare lauree; rappresenta il primo esempio di laurea "europea", coordinata tra Atenei diversi. Comprende corsi a numero chiuso, fra gli insegnamenti classici dell'ingegneria e le lingue, e implica partecipazioni a stage e corsi all'estero.
Il 13 febbraio del 2012, l'e-st@r, un piccolo satellite artificiale costruito secondo gli standard dei cubeSat (nanosatellite cubico) dagli studenti del Politecnico di Torino, è stato portato in orbita da Vega, il lanciatore dell'Agenzia spaziale europea.

## Struttura

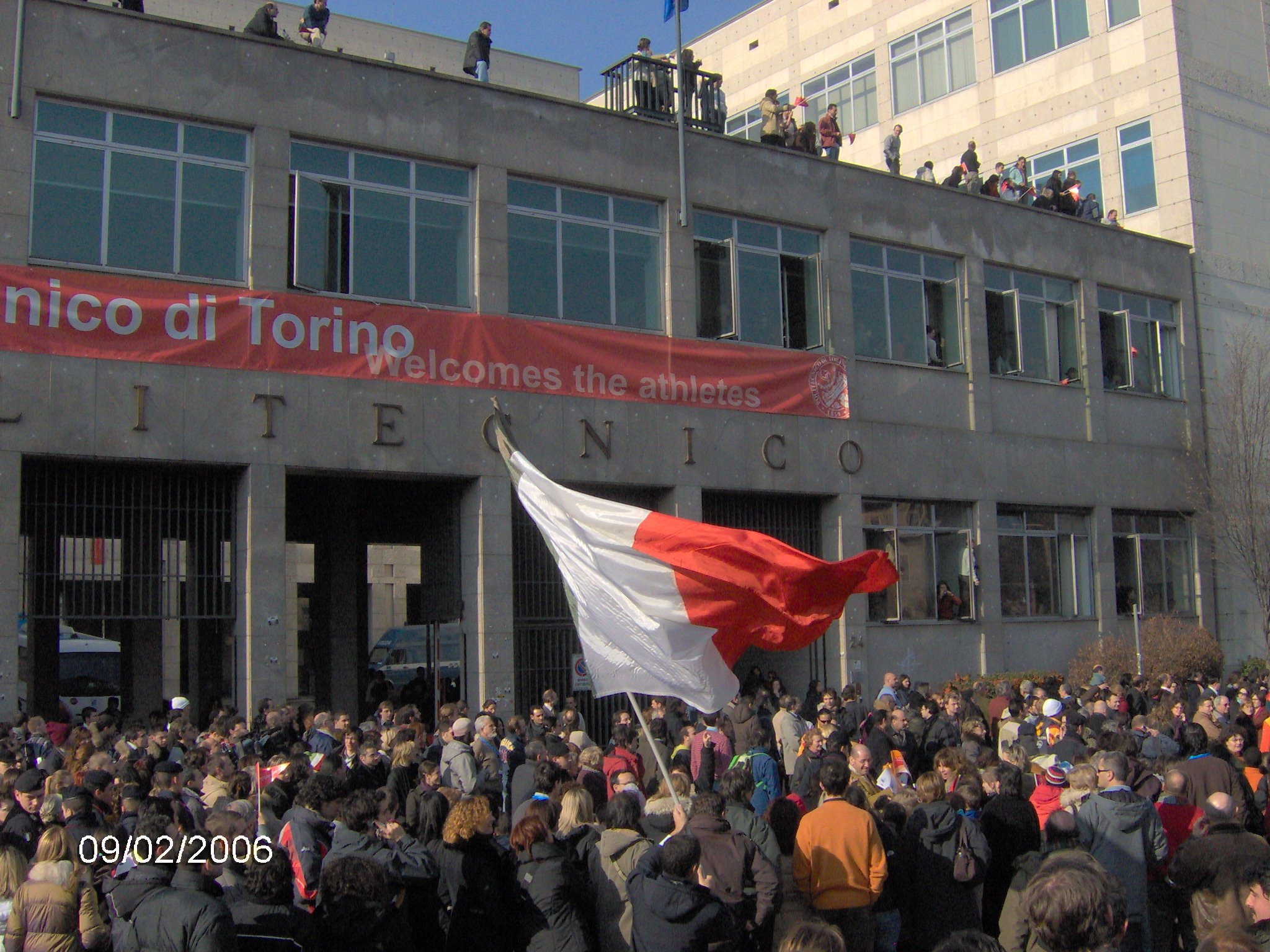
Il Politecnico al passaggio della torcia olimpica nel 2006.

L'ateneo è strutturato in undici dipartimenti che si occupano sia della didattica che della ricerca. I dipartimenti sono:
- Architettura e design
- Automatica e informatica
- Elettronica e telecomunicazioni
- Energia
- Ingegneria dell'ambiente, del territorio e delle infrastrutture
- Ingegneria gestionale e della produzione
- Ingegneria meccanica e aerospaziale
- Ingegneria strutturale, edile e geotecnica
- Scienza applicata e tecnologia
- Scienze matematiche[5]
- Scienze, progetto e politiche del territorio

### Sedi
Il Politecnico di Torino ha sedi sul territorio del capoluogo piemontese e una rete di poli tecnologici in Piemonte e Valle d'Aosta.
La sede principale è la Cittadella Politecnica che parte da corso Duca degli Abruzzi e comprende tutto l'insediamento di corso Castelfidardo e via Boggio in cui trova collocazione il Business Research Center l'area dedicata ai partenariati con le aziende. Vi sono poi:
- il Castello del Valentino, che è la sede storica dell'Ateneo e sede principale di riferimento per architettura e design.
- la sede del Lingotto, attualmente destinata alla nascente Scuola di Master.
- la sede di via Oddino Morgari, destinata al corso di Pianificazione territoriale, urbanistica e paesaggistico-ambientale.
- il campus più recente: la Cittadella del design e della mobilità sostenibile, sede dei corsi di laurea in Ingegneria dell'autoveicolo e in Design e comunicazione visiva, situato in un'area adiacente all'impianto produttivo di Mirafiori, oggi riqualificato.

Il Politecnico di Torino ha inoltre una rete di poli tecnologici dedicati ad attività di ricerca, trasferimento tecnologico, formazione specialistica e servizi al territorio in:
- Alessandria, Piemonte
- Biella, Piemonte
- Mondovì, Piemonte
- Verrès, Valle d'Aosta

## Museo
Il Museo Archivio Politecnico (MAP) svolge attività di documentazione storica per l'Ateneo e per gli studiosi che intendono compiere ricerche e studi sullo sviluppo della cultura politecnica torinese, nonché delle vicende che nel corso degli anni hanno coinvolto le istituzioni tecniche e l'industria a Torino, in Piemonte e in Italia.

Foto commemorativa dei laureandi in ingegneria elettrotecnica al Politecnico di Torino, anno accademico 1926-1927

Il museo conserva e gestisce i materiali storici dell'Ateneo, quali: l'archivio storico degli studenti del Politecnico e una biblioteca specializzata sulla storia dell'ingegneria, dell'architettura e delle relative istituzioni. Svolge inoltre attività di diffusione della cultura scientifica e tecnologica con mostre, laboratori e conferenze.

## Stemma
Nato nel 1952, lo stemma universitario, negli anni ha subito una leggera evoluzione dettata dai tempi e dall'ammodernamento grafico dell'identità visiva, sempre mantenendo gli elementi fondamentali dalla sua nascita.
Il sigillo attuale affiancato dal logotipo "Politecnico di Torino" presenta al centro la facciata del castello del Valentino, sede storica dell'Ateneo, sormontata dalla dea Minerva che impugna una lancia, dea della saggezza e dell'ingegno, mentre nella parte inferiore compare l'anno 1859, anno di fondazione della Regia Scuola di Applicazione per gli Ingegneri. Il tutto è racchiuso in un cerchio costituito a sinistra da un ramo di alloro baccato e a destra da un ramo di quercia, elementi araldici che richiamano rispettivamente il titolo di laurea e i valori di gloria e forza morale.
Il sigillo in uso fino al 2021 presenta al centro la facciata del castello del Valentino, sede storica dell'Ateneo, sormontata dalla testa di Minerva, dea della saggezza e dell'ingegno, oltre ai rami di alloro baccato e quercia. Nella parte inferiore si ha al centro lo stemma della città di Torino, affiancato a sinistra dal simbolo dell'architettura, presente anche in un affresco del castello, e a destra dal simbolo della scienza con la sua fiaccola accesa dalle saette. Il tutto è racchiuso in un cerchio in cui, nella parte superiore, compare l'intestazione dell'università, mentre, nella parte inferiore compaiono due date: 1859, anno di fondazione della Scuola di Applicazione degli Ingegneri e 1906, anno di fondazione del Politecnico, mediante fusione della scuola di applicazione degli ingegneri e del museo industriale.

## Rettori

### Regia scuola di applicazione per gli ingegneri
Lista dei rettori della Regia scuola di applicazione per gli ingegneri (1860-1906)
- Prospero Richelmy (1860-1880)
- Giulio Axerio (1880-1881)
- Giacinto Berruti (1881-1882)
- Giovanni Curioni (1882-1887)
- Alfonso Cossa (1887-1902)
- Giovanni Angelo Reycend (1902-1905)
- Giampietro Chironi (1905-1906)
- Vito Volterra (1906-1906)

### Politecnico di Torino
Lista dei rettori del Politecnico di Torino (dal 1906)
- Enrico D'Ovidio (1906-1922)
- Gustavo Colonnetti (1922-1925)
- Felice Garelli (1925-1929)
- Giuseppe Albenga (1929-1932)
- Clemente Montemartini (1932-1933)
- Giancarlo Vallauri (1935-1938)
- Aldo Bibolini (1938-1945)
- Gustavo Colonnetti (1945)
- Pietro Enrico Brunelli (1945-1947)
- Eligio Perucca (1947-1955)
- Antonio Capetti (1955-1970)
- Rolando Rigamonti (1970-1981)
- Lelio Stragiotti (1981-1987)
- Rodolfo Zich (1987-2001)
- Giovanni Del Tin (2001-2005)
- Francesco Profumo (2005-2011)
- Marco Gilli (2012-2018)[8]
- Guido Saracco (2018-2023)
- Stefano Paolo Corgnati (dal 2024)